# Andrej Grabrovec

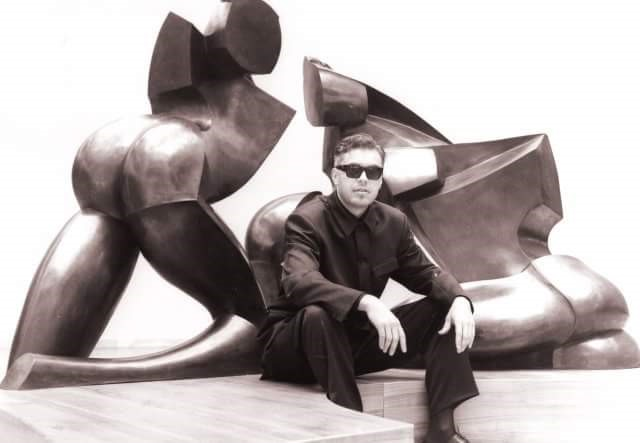
Andrej Grabrovec vor einer seiner Plastiken (2016)

Andrej Grabrovec, Pseudonym Gaberi (* 26. Mai 1959 in Maribor) ist ein slowenischer Künstler.

## Werdegang
Andrej Grabrovec Gaberi absolvierte die Technische Hochschule für Bauwesen in Maribor. Im Jahr 1986 begann die langjährige Kooperation mit der Kunstgießerei und der Akademie der bildenden Künste in Zagreb. 1990 entschied er, als freier Künstler tätig zu sein, in seinem Atelier widmete er sich dem Projekt der Herstellung großer Plastik in Ton und Gips. Er lebt und arbeitet in Ljubljana, Maribor und Zagreb.

## Öffentliche Präsentationen
- 1992 Graz (Österreich) Schlafende Muse
- 1993 Erstellung große Plastik Fall des Gekreuzigten für Razkrižje
- 1994 Maribor (Slowenien) Knez Kocelj-Denkmal
- 1995 Zagreb (Kroatien) Miroslav Krleža-Büste
- 1996 Maribor (Slowenien) bildhauerische Komposition Die Feen von der Drau
- 1997 Maribor (Slowenien) Brunen Der Tanz der Feen
- 2000 Prag (Tschechien) Prager Muse vor der Karls Universität
- 2001 Wien (Österreich) Stuhl des Rektors, Technische Universität Wien
- 2002 Wien (Österreich) Relief Porträt Europas, Europa-Wand Kaisersteinbruch bei Wien
- 2004 Maribor (Slowenien) Themis und Dike, Rechtswissenschaftliche Fakultät Maribor
- 2005 Krakau (Polen) Die Brücke vor der Jagiellonen-Universität, Krakau[2]
- 2006 Ljubljana (Slowenien) Wasser-Skulptur Mutter Erde, BTC
- 2007 Wilna (Litauen) bildhauerische Komposition Omega im Botanischen Garten der Universität Vilnius
- 2007 Novigrad (Kroatien) Der Gekreuzigte für Kroatien
- 2008 Ljubljana (Slowenien) Relief Ein Sommernachtstraum
- 2008 im Atelier Tür zum Eden
- 2008 im Atelier Relief Pieta
- 2009 Ljubljana (Slowenien) Relief Die Engelchen singen so schön
- 2012 Maribor (EPK Slowenien) Kapelle der universellen Liebe
- 2013 Budapest (Ungarn) bildhauerische Komposition Historica vor Corvinus-Universität Budapest
- 2014 Novigrad (Kroatien) bildhauerische Komposition Kleine Meerjungfrau
- 2015 Ljubljana (Slowenien) bildhauerische Komposition Sidharta, BTS
- 2017 Ljubljana (Slowenien) Skulptur Die Nymphen von Rein
- 2018 Maribor (Slowenien) bildhauerische Komposition Europäische Universitätsbrücken in Alma Mater Europea
- 2018 Graz (Österreich) Relief Freudentanz

## Selbstständige Ausstellungen
- 1989 Maribor (Slowenien), Universitätsbibliothek Maribor
- 1990 Varadzin (Kroatien), Ausstellungsraum Vama
- 1992 Graz (Österreich), Galerie Otto Haase
- 1993 Ljubljana (Slowenien), Regierungsgebäude der Republik Slowenien
- 1993 Ljubljana (Slowenien), Nova Ljubljanska banka, Ljubljana
- 1996 Zagreb (Kroatien), Museum Mimara in Zagreb
- 2001 Wien (Österreich), Galerie Korotan
- 2017 Zagreb (Kroatien), Museum Mimara
- 2019 Rogaska Slatina (Slowenien), Anas Galerie[3]